# Klaus Keimel
Klaus Keimel (ur. 22 września 1939, zm. 18 listopada 2017 w Darmstadt) – niemiecki matematyk, znany z wkładu w teorię półgrup, analizę funkcjonalną oraz podstawy matematyczne informatyki. Ukończył studia matematyczne na Uniwersytecie w Tybindze, a doktorat obronił w 1965 roku. Był profesorem matematyki na Uniwersytecie Technicznym w Darmstadt, gdzie pracował do emerytury w 2004 roku. W swojej karierze łączył zainteresowania teorią półgrup, algebrą ogólną oraz teorią porządków także w ujęciu analizy funkcjonalnej.

## Praca naukowa
Klaus Keimel prowadził badania nad lokalnie zwartymi półgrupami abelowymi oraz ich związkami z geometrią stożków. Jego prace obejmują ponadto teorię reprezentacji półgrup oraz teorię porządków w ujęciu informatycznym. 

## Książki
- Gierz, G., Hofmann, K.H., Keimel, K., Lawson, J., Mislove, M., Scott, D.: Continuous Lattices and Domains. Cambridge University Press, 2003.